# Alexandre Jardin
Alexandre Jardin   (Neuilly-sur-Seine, 14 d'abril de 1965) és un escriptor, cineasta i pamfletari francès.
Fundador l'any 2015 del moviment ciutadà Bleu Blanc Zèbre, el desembre de 2016 va anunciar la seva candidatura a les eleccions presidencials franceses de 2017 però no va aconseguir reunir els 500 patrocinadors requerits.

## Biografia

### Família i estudis
Alexandre Jardin és fill de Pascal Jardin (1934-1980), escriptor i guionista, conegut com el Zubial, ell mateix fill de Jean Jardin (1904-1976), conegut com el Nain Jaune, polític, cap de gabinet de Pierre Laval sota el règim col·laborador de Vichy, i de Stéphane Sauvage (mare de tres fills, inclòs un amb un home diferent del seu marit). Té dos germans, entre ells el director Frédéric Jardin, i una germanastra. És el cosí de Stéphane Delajoux. Alexandre Jardin és pare de cinc fills, de dos matrimonis.
Va completar els seus estudis secundaris a l'École alsacienne Després es va incorporar a l'Institut d'Estudis Polítics de París, on es va llicenciar el 1986 (secció econòmica i financera).

### Literatura
Va escriure als 20 anys Bille en tête (1985, la seva primera novel·la, guanyadora del premi a la 1a novel·la el 1986)., columnista de Le Figaro, també va dirigir diverses pel·lícules com Fanfan o Oui.
El 1988 va rebre el Premi Fémina pel seu llibre Le Zèbre, obra que va ser adaptada per al cinema per Jean Poiret, el 1992.
Va ser columnista literari de Canal+ a l'espectacle Nulle part ailleurs (amb Philippe Gildas i Antoine de Caunes).
Com a escriptor, els seus temes principals són l'amor a Feydeau i la pedagogia. Aborda la por a la monotonia i el ressorgiment de la primera flama romàntica. Sovint apareixen nens meravellosos.
El 2004 va escriure una sèrie de llibres adreçats a adolescents, Les Coloriés. El maig de 2004, Philippe Muray li va dedicar a Exorcismes Spirituels - Moderne contre moderne, un article titulat « Effroyable jardin ».
L’1 d'abril de 2008 va publicar Chaque femme est un roman, una sèrie de retrats de dones.
El 2011, va participar al festival literari Metropolis bleu. Aquell mateix any va aparèixer Des gens très bien, en què Alexandre Jardin qüestiona el passat col·laboracionista del seu avi i la negació familiar que li concernia. Es qüestiona en particular el seu paper durant la batuda del Velòdrom d'Hivern el juliol de 1942. La necessitat d'aclarir aquest «secret familiar» i «treure la màscara» va provocar un enrenou al seu cercle familiar, però afirma haver sorgit profundament regenerat d'aquest procés psicològic de posar al nu que es confirma a Joyeux Noël, una obra inspirada en les seves trobades amb els lectors que se li van confiar després de la seva obra anterior.

### Compromisos associatius i polítics
El 1999 va ser l'origen de la creació de l'associació Lire et faire lire amb el periodista Pascal Guénée.
El 2002, va poder continua el seu compromís associatiu amb la creació de l'associació Mille mots per a la qual treballen voluntaris jubilats a la presó. També és patrocinador de l'associació Unis-Cité que ofereix servei civil voluntari a joves d'entre 18 i 25 anys. Publica 1+1+1 que és un manual per fer la política diferent.
El 2007, amb l'acostament de les eleccions presidencials, va crear el lloc Comment on fait, per apel·lar al sentit comú dels francesos per resoldre els seus problemes. La idea és comunicar les millors propostes al guanyador de les eleccions presidencials. Diu haver votat per Nicolas Sarkozy, una elecció per la qual va dir que estava «consternat» el 2016
L'any 2012, durant les presidencials, va recriminar François Hollande per tenir una visió quantitativa de la política educativa i manca de visió qualitativa. Va indicar haver fet un vot en blanc.
La seva crida « Aux actes, citoyens ! » està signat per l'Associació d'Alcaldes de França (AMF), l'Associació d'Alcaldes de les grans ciutats de França (AMGVF), la Federació de les ciutats mitjanes (FVM) com a així com que l'Associació d'alcaldes rurals de França (AMRF) durant una conferència organitzada el 28 de maig de 2014 al Consell Econòmic, Social i Ambiental (CESE).

L'any 2015 va fundar l'associació Bleu Blanc Zèbre (BBZ) que és a l'origen del moviment ciutadà col·laboratiu del mateix nom. Aquest moviment pretén «federar i unir la societat civil en accions concretes en benefici de la població. Cada Zèbre forma part de la solució i tothom participa en l'èxit d'aquesta aventura col·lectiva». Va llançar una petició nacional, el manifest dels « Faizeux », i el 6 d’abril de 2015 va publicar Laissez-nous faire ! On a déjà commencé
El juliol de 2016 va participar al míting d'Emmanuel Macron a La Mutualité : va aclarir que era «no per donar-li suport» i després es va considerar decebut per les seves operacions de comunicació. Aquest episodi, que inicialment havia de marcar la seva manifestació, el va situar, per tant, en desgràcia en el cercle del candidat En Marche!, a qui havia trobat diverses vegades a Bercy anteriorment.
Alexandre Jardin diu que vol portar els seus compatriotes al més alt i esperava dissoldre el moviment el 2017, després de guanyar la seva lluita, i després ornar a la literatura. Segons ell, la seva lluita es guanyarà quan els polítics (els « diseux ») confiïn a la societat civil (els "faizeux") "contractes de missió de servei públic ». Persegueix unir els ciutadans en un moviment anomenat la Maison des citoyens. El 3 de desembre de 2016 va declarar a France Info que es presentava com a candidat a les eleccions presidencials franceses de 2017 però finalment només va reunir 165 patrocinadors dels 500 requerits.

## Obres

### Novel·les
- Bille en tête, 1986. ISBN 978-2-07-037919-4. «Prix du premier roman»
- Le Zèbre, 1988. ISBN 978-2-07-038275-0. «Prix Femina»
- Fanfan, 1990. ISBN 978-2-07-038513-3.
- Le Petit Sauvage, 1992. ISBN 978-2-07-038958-2.
- L'Île des gauchers, 1995. ISBN 978-2-07-040168-0.
- Cybermaman ou le Voyage extraordinaire au centre d'un ordinateur, 1996. ISBN 978-2-07-059412-2.
- Le Zubial, 1997. ISBN 978-2-07-074386-5.
- Autobiographie d'un amour, 1999. ISBN 978-2-253-11747-6.
- Mademoiselle Liberté, 2002. ISBN 978-2-07-042796-3.
- Les Coloriés, 2004. ISBN 978-2-07-030805-7.
- La Révolte des coloriés, 2004. ISBN 978-2-07-057406-3.
- Le Secret des Coloriés, 2004. ISBN 978-2-07-057407-0.
- Le Roman des Jardin, 2005. ISBN 978-2-253-11747-6.
- Les Méganazes - Dur dur de sortir avec Lola !, 2005. ISBN 978-2-01-224537-2. amb il·lustracions de Bruno Salamone
- Les Méganazes - Pas de pot pour le chouchou, 2005. ISBN 978-2-01-224538-9. amb il·lustracions de Bruno Salamone
- Les Méganazes - Trop dingue de la maîtresse, 2005. ISBN 978-2-01-224724-6. amb il·lustracions de Bruno Salamone
- Chaque femme est un roman, 2008. ISBN 978-2-246-71361-6.
- Quinze ans après[21], 2009. ISBN 978-2-246-74971-4.
- Des gens très bien, 2011. ISBN 978-2-246-77651-2.
- Joyeux Noël !, 2012. ISBN 978-2-246-79020-4.
- Mes trois zèbres[22], 2013. ISBN 978-2-246-80455-0.
- Juste une fois, 2014. ISBN 978-2-246-85138-7.
- Les Nouveaux Amants, 2016. ISBN 978-2-246-86078-5.
- Ma mère avait raison, 2017. ISBN 978-2-246-86378-6.
- Double Cœur, 2018. ISBN 978-2-246-81697-3.
- Le Roman vrai d'Alexandre, 2019. ISBN 979-10-329-0558-6.
- Française, 2020. ISBN 978-2-226-44189-8.
- La Plus-que-vraie, 2021. ISBN 978-2-226-44190-4.
- Mes secrets d'écrivain, 2021. ISBN 978-2-38365-000-3.
- Les Magiciens, 2022, p. 272. ISBN 978-2-226-44178-2.
- Frères, 2023, p. 176. ISBN 978-2-226-480347.

### Assaigs
- Lire pour vivre, 2000. ISBN 978-2221092200.
- 1+1+1... = une révolution, 2002. ISBN 978-2-246-63791-2.
- Laissez-nous faire ! On a déjà commencé, le manifeste des « faizeux », 2015. ISBN 2-22115-915-2.

### Cinema
com a guionista
- 1989 : Bille en tête de Carlo Cotti
- 1991 : Gawin d'Arnaud Sélignac (coguionista)
- 1992 : Le Zèbre[23], adaptada al cinema per Jean Poiret, amb Thierry Lhermitte com a protagonista

Com a director
- 1993 : Fanfan[24]
- 1996 : Oui[25]
- 2000 : Le Prof[26]